# Højelse
Højelse est un petit village près de Køge au Danemark.
On y trouve une église décorée avec des fresques du XVe siècle.

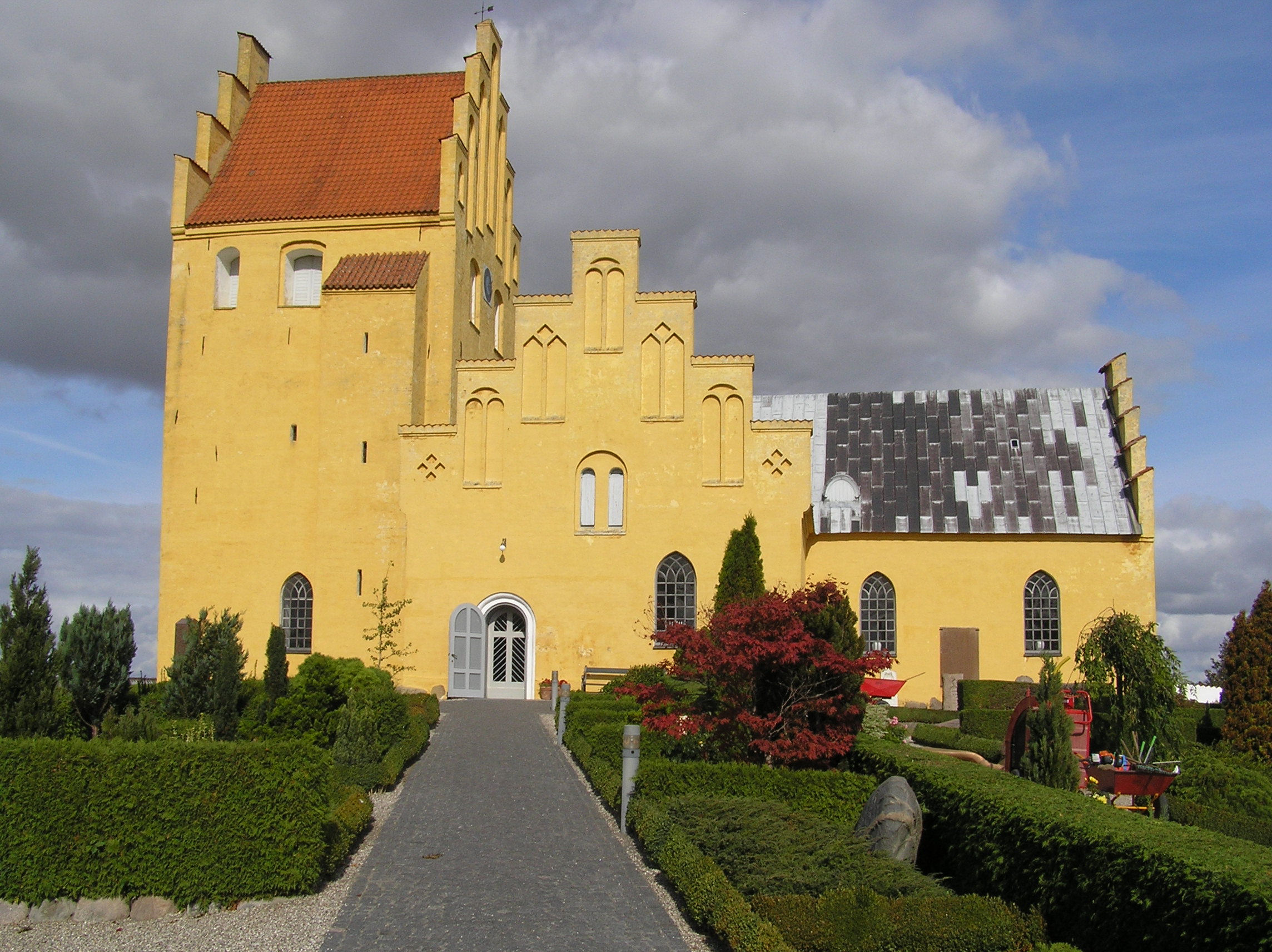
Église de Højelse
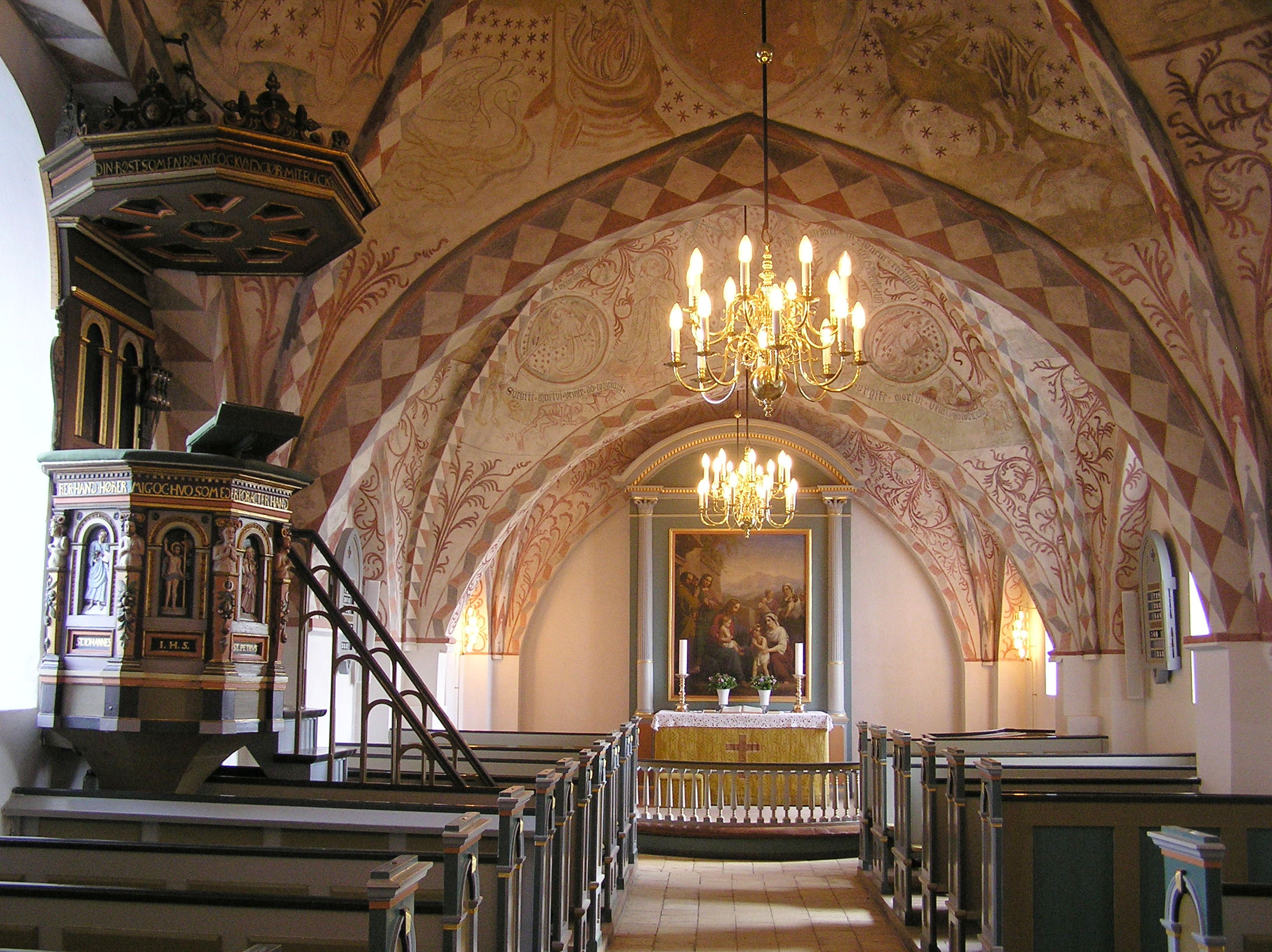
Intérieur de l'église
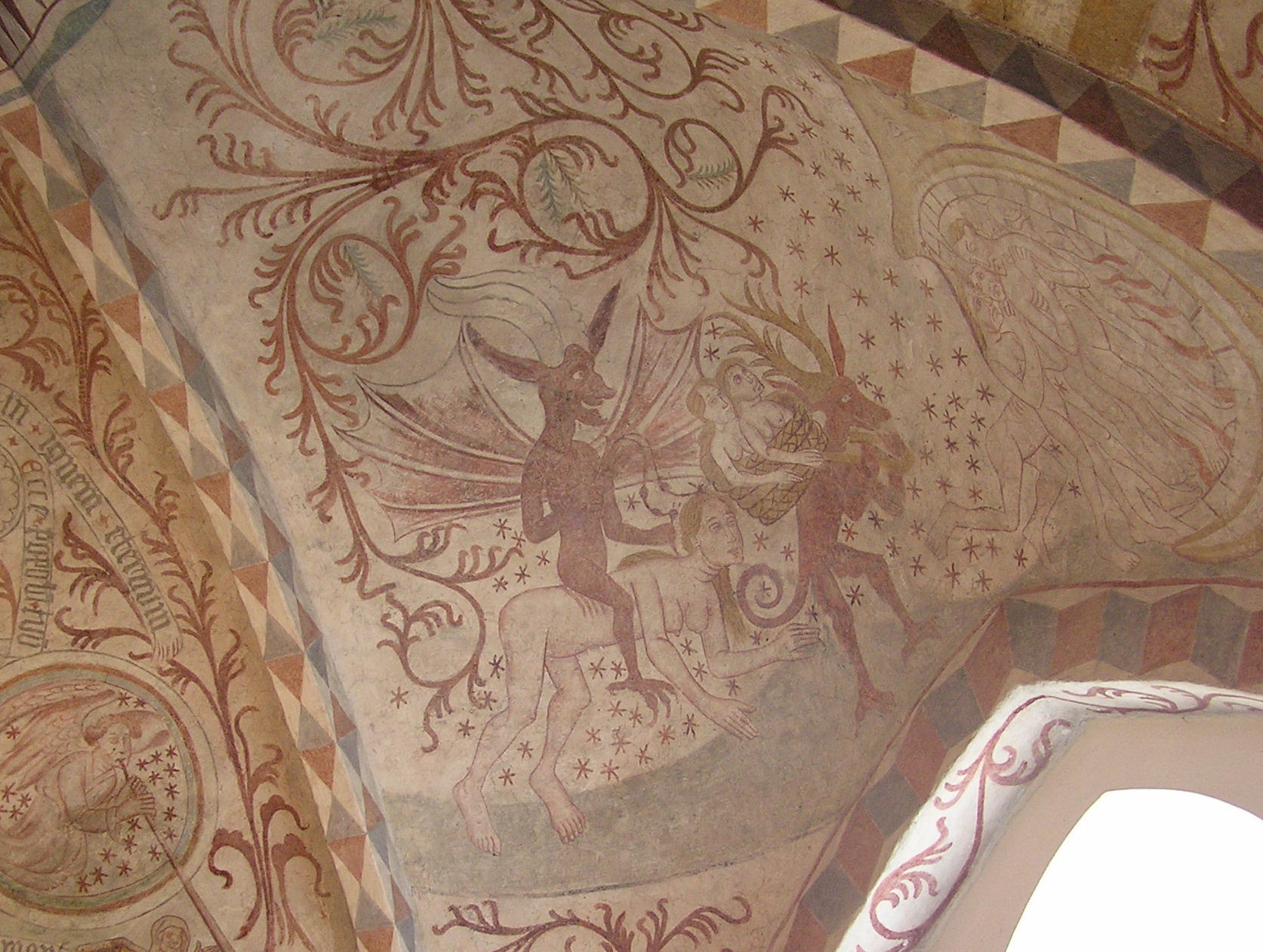